# ماركوس كون
ماركوس كون (بالألمانية: Markus Kuhn)‏ هو لاعب كرة قدم أمريكية ألماني، ولد في 5 مايو 1986 في فاينهايم في ألمانيا.

## وصلات خارجية
- ماركوس كون على موقع مرجع كرة القدم المحترفة.كوم (الإنجليزية)